# Malacolimax
Malacolimax är ett släkte av snäckor som beskrevs av Malm 1868. Malacolimax ingår i familjen kölsniglar.
Släktet innehåller bara arten Malacolimax tenellus.